# Grêmio Foot-Ball Porto Alegrense

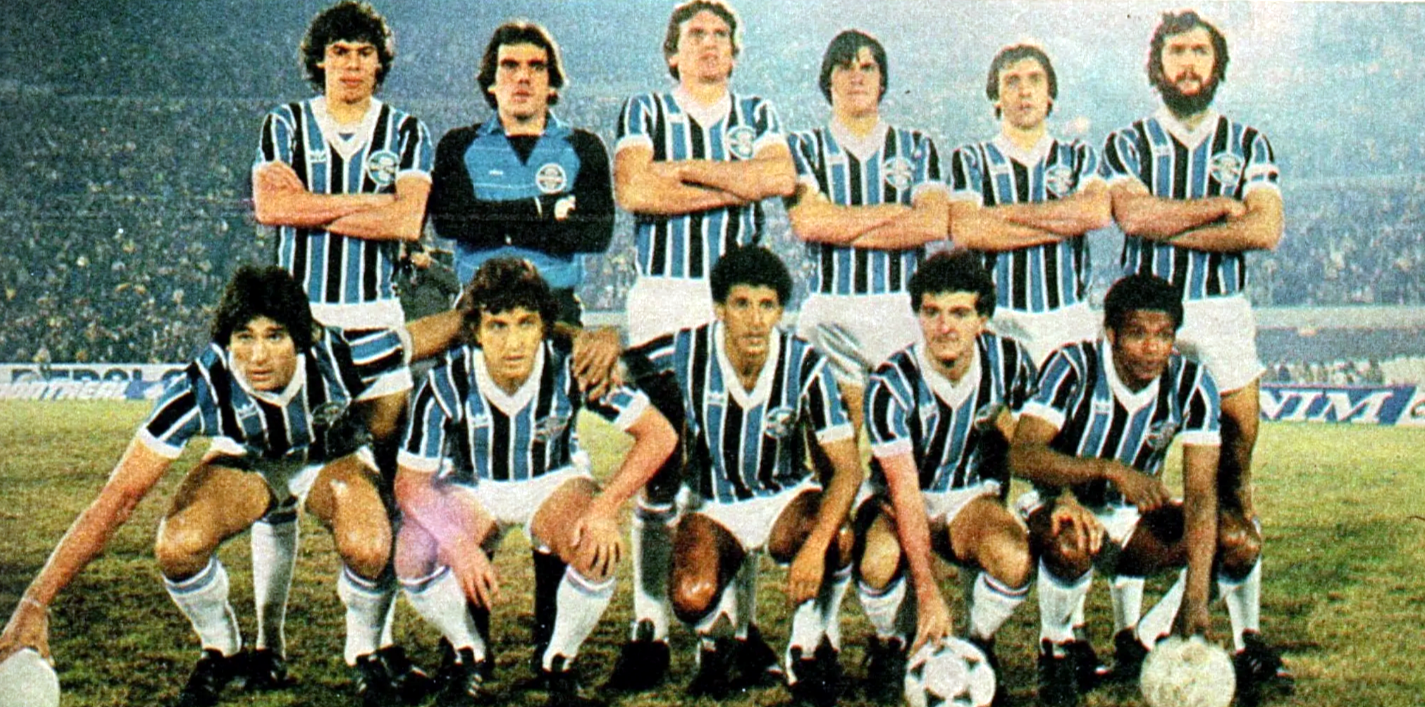
Vítězný tým Poháru osvoboditelů 1995

Grêmio Foot-Ball Porto Alegrense je brazilský fotbalový klub sídlící ve městě Porto Alegre, který je účastníkem nejvyšší soutěže Campeonato Brasileiro Série A a členem organizace největších klubů v zemi Clube dos 13. Má přezdívku Imortal Tricolor (Nesmrtelná trikolóra) podle svých klubových barev: bledě modrá, bílá a černá. Fanoušci jsou známí jako Gremistas, maskotem je mušketýr (Mosqueteiro), autorem klubové hymny je Lupicínio Rodrigues. Má 137 000 registrovaných členů, což je nejvíce ze všech brazilských klubů. Domácí zápasy hraje na stadionu Arena do Grêmio pro 55 662 diváků, postaveném v roce 2012 (do té doby hrál na Estádio Olímpico Monumental). Hlavním rivalem je Sport Club Internacional, jejich městské derby je známo pod přezdívkou Grenal.

## Historie
Klub byl založen 15. září 1903 německými přistěhovalci. Šestatřicetkrát vyhrál ligu státu Rio Grande do Sul (1921, 1922, 1926, 1931, 1932, 1946, 1949, 1956, 1957, 1958, 1959, 1960, 1962, 1963, 1964, 1965, 1966, 1967, 1968, 1977, 1979, 1980, 1985, 1986, 1987, 1988, 1989, 1990, 1993, 1995, 1996, 1999, 2001, 2006, 2007 a 2010), dvakrát byl mistrem Brazílie (1981 a 1996) a pětkrát získal Copa do Brasil (1989, 1994, 1997, 2001 a 2016). Je vítězem Poháru osvoboditelů z let 1983, 1995 a 2017, poháru Recopa Sudamericana 1996 a Interkontinentálního poháru 1983. V roce 2017 bylo Grêmio na prvním místě klubového žebříčku Brazilské fotbalové konfederace.

## Osobnosti klubu

### Hráči
- Ânderson Polga
- Atilio Ancheta
- Emerson Ferreira da Rosa
- Hugo de León
- Lucas Leiva
- Mário Jardel
- Paulo César Lima
- Renato Gaúcho
- Ronaldinho
- Zinho
- Luis Suárez

### Trenéři
- Otto Glória
- Luiz Felipe Scolari
- Telê Santana da Silva
- Vanderlei Luxemburgo